# بلاك بيري زد 30
بلاك بيري زد 30 (بالإنجليزية: BlackBerry Z30)‏ هو هاتف ذكي من بلاك بيري يعمل بنظام بلاك بيري، تم طرحه في الأسواق في 2013.

## الخصائص
- نظام التشغيل: بلاك بيري
- الكاميرا الأمامية: 2 ميجابكسل
- الكاميرا الخلفية: 8 ميجابكسل
- الشاشة: 280 × 720
- الوزن: 170 غ (6.00 أونصة)
- المعالج: 1.7 جيجا هرتز
- الذاكرة: 2 جيجابايت رام
- التخزين: 16 جيجابايت ذاكرة وميضية

## وصلات خارجية
- الموقع الإلكتروني